# Петар Бартоломеј
Петар Бартоломеј (умро 20. априла 1099. године) био је визионар и један од најзначајнијих учесника Првог крсташког рата. 

## Лик
Петар Бартоломеј био је сиромашни слуга из армије Ремона од Сен Жила. Ништа до тада није могло да укаже на њега као на могућег визионара, а није био ни посебно лепа људска слика. Због сталних гладовања био је непрестано болестан, а почео је губити и вид. Осим тога, био је пијаница и два пута је покушао да дезертира. Ипак, визије су се указивале баш њему и то онда када су крсташи били опседнути у Антиохији од стране турског султана Кербуге. То сазнајемо из исказа непознатог хроничара који је био присутан када је визије Петар препричавао Ремону и Адемару.

## Визије и проналазак Светог Копља
У првој визији Петру су се указали Исус Христос и Свети Андрија који су му објаснили да у подножју цркве Светог Петра може пронаћи Свето Копље, реликвију којом су Исусу Христу скраћене муке када је разапет стајао на крсту. Уз то Копље, које би носио Ремон у својој армији, крсташи би били непобедиви. У почетку, Петар је страховао да визију пренесе Адемару и Ремону јер би они одмах посумњали да ју је измислио да би добио више хране. У другој визији, Андрија га је упозорио да под хитно јави вођама оно што му је пренео. Тада је Петар скупио храбрости и препричао визију Ремону и Адемару.
Ремон је у визију поверовао, док је Адемар сумњао. Адемар је организовао копаче који су у заједно са Петром копали у подруму цркве. Копље је пронашао управо Петар Бартоломеј. Био је то комад метала који је некада сасвим сигурно морао бити метални бодеж копља. У трећој визији Свети Андрија је рекао Петру да поводом проналаска Светог Копља мора се одржати служба у цркви. Оно што је Адемара запрепастило јесте мноштво литургијских детаља које је Петар наводио, а које никако није могао знати јер је био неписмен. Осим тога, Свети Андрија је наредио пет дана строгог поста након чега треба напасти Турке. 

## Визија у вези са Адемаром
Два дана након Адемарове смрти (3. августа) Петар је имао још једну визију у којој му се обратио сам Адемар који је хтео крсташима да пренесе да вођство пребацује на Ремона. Додао је како му је лице спаљено јер није веровао у аутентичност Светог Копља, па је три дана провео у паклу. Након смрти Адемара Пијског, Петар Бартоломеј преузима духовно вођство, а уз Ремона стају и сиромашни, па он постаје најјачи војсковођа похода. Боемунд остаје у Антиохији, а Ремон наставља поход ка Јерусалиму обучен у одело сиромаха. Са њим су кренули и Танкред, Готфрид, Роберт Нормандијски и Роберт Фландријски. 

## Опсада Арке
Видевши каквим богатством располаже муслиманска држава Триполи, Ремон одлучује да нападне неки њихов град да би их заплашио и одузео им драгоцености. Избор је пао на Арку, у то време један од најутврђенијих градова ових простора. Опсада Арке одједном је стала. Дана 5. априла 1099. године Петар Бартоломеј је објавио нову визију у којој је од самог Спаситеља овлашћен да екскомуницира све оне за које мисли да раде погрешно. Ове визије наишле су на неодобравање Готфрида Бујонског, Роберта Фландријског и посебно капелана Роберта Нормандијског, Арнулфа. Зато Петар пристаје да се подвргне Божјем суду.

## Божји суд
Петар је сам предложио да са Светим Копљем у рукама прође преко запаљене ватре. 8. априла окупила се целокупна крсташка војска да посматра овај тест. У самом центру налазила се велика група свештеника која је требало да прати шта се збива са Петром Бартоломејем. Шта се даље збивало описује капелан Ремон:
Када је ватра постала најјача, ја, Ремон, обратио сам се присутнима: Ако је свемоћни Бог говорио овоме човеку, лицем у лице, и ако је Свети Андрија открио копље њему, дозволи му да прође без озледа кроз ватру. Али ако је другачије, ако је лагао, нека изгори заједно са копљем које ће носити у рукама. Сви су клекли и одговорили: Амен.
Ватра је букнула високо, а њена врелина осетила се на даљину, чак толико да се нико није могао ни мало приближити. Онда је Петар Бартоломеј, обучен једино у кошуљу, клекао пред бискупа од Албаре и позвао Бога да му сведочи да није ништа измислио и да, ако лаже, нека погине у ватри. На крају је замолио све који посматрају да се моле за њега.
Бискуп му је ставио копље у руке, док је он клечао, и начинио над њим знак крста. Тада је Петар Бартоломеј, са копљем у рукама, одважно и без страха закорачио у ватру. Птица која је слетела изнад ватре залепршала је и одједном се спустила у њено средиште. У средини ватре, Бартоломеј је застао на моменат. Онда је наставио и сигурно изашао.

## Смрт
Капелан Ремон даље описује:
Када се избавио из ватре, кошуља му није изгорела, па чак ни веома нежна тканина у коју је било замотано Свето Копље није претрпело било какву штету. Петар је прошао кроз гомилу и благосиљао их крстом вичући веома гласно. Сви су похрлили ка њему желећи да га дотакну или да откину комад његове кошуље. У целој тој гужви, повредили су му ноге на три или четири места, а када су га срушили, сломили су му кичму. Можда би у тој гомили и погинуо да га није извукао Ремон Пије, храбар и одважан војник који се кроз руљу пробио са неким од својих другова и ослободио га.
Гомила је, док је ватра још била врела, почела да купи пепео и жар, тако предано да ускоро ништа није остало од ње. 
Интересантно је да Петра Бартоломеја чак ни тада нису напуштале визије. У моменту када се птица спустила усред ватре, имао је још један разговор са Богом. Ремон описује:
И тада, говорим истину, Ремон Пије донео је Петра у мој шатор. Док сам му завијао ране питао сам га зашто је застао у ватри. Одговорио ми је: Господ ми се обратио баш док сам био у средини ватре, додирнуо ме је својим рукама и рекао: Зато што ми нису поверовао да ће копље бити пронађено када ти га је показао Свети Андрија, нећеш проћи без озледа, али нећеш отићи у пакао. Онда сам прердлагао, било је нешто мало опрљотина на ногама, али уистину, то је било мало. Остале повреде нису биле тешке. 
Онда смо позвали све оне који нису веровали у Свето Копље, могли су се и сами уверити да је Петрова глава и лице без било какве повреде од ватре, исто тако и остало тело, што значи да је прича о Светом Копљу истинита. Многи су га прегледати, славили Бога, говорећи да ни стрела није могла проћи кроз такву ватру као што је то учинио овај човек.
С друге стране, нормански хроничар другачије описује Петрову смрт:
Петар је, само у панталонама и кошуљи, прошао кроз ватру и онда на другом крају сав изгорео и пао. Следећег дана је умро. Касније су многи исповедали да их је Петар преварио, а да је он сам био ученик Симона мага.